# Patershausen

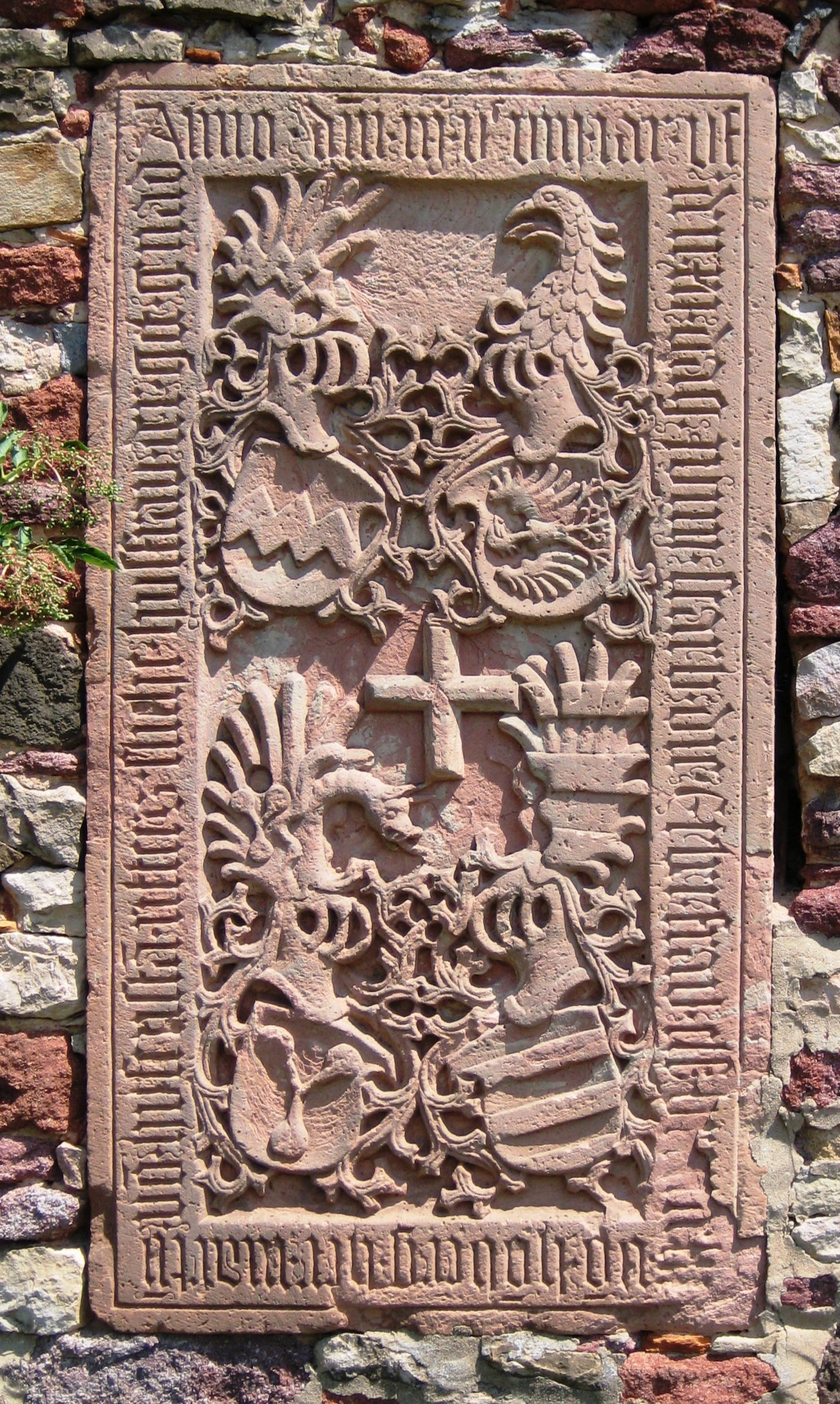
Grabplatte der Elisabeth Brendel von Homburg, der Mutter des Mainzer Erzbischofs Sebastian von Heusenstamm am Eingang des Hofguts Patershausen

Patershausen ist heute ein Hofgut und war ehemals ein Benediktiner-, später Zisterzienserinnenkloster in der Gemarkung Heusenstamm (Hessen). Es liegt zwischen Heusenstamm und Dietzenbach, am rechten Ufer der Bieber.

## Geschichte

### Erstes Kloster
Eine Gründung in karolingischer Zeit wird behauptet, ist aber nicht zu belegen. Es ist auch nicht mit dem Kloster Rotaha identisch, das im 8. und 9. Jahrhundert belegt ist und wohl im Ortskern von Ober-Roden lag. Die älteste Erwähnung der Kirche der Jungfrau Maria zu Patershausen stammt aus einem Verzeichnis von Schenkungen aus dem Ende des 12. und Anfang des 13. Jahrhunderts. Eine benediktinische Gründung durch Kuno I. von Hagen-Münzenberg in der zweiten Hälfte des 12. Jahrhunderts scheint diese Urkunde ebenfalls zu belegen. Dieses erste Kloster wurde aber in der ersten Hälfte des 13. Jahrhunderts bereits wieder aufgegeben.
Ältere Namensformen sind:
- Phatenshusen (Anf. 13. Jh.)
- Patenshusen (1252–1288)
- Corona Virginum (1256–1280)
- Pattinshusen (1285)
- Phadinhusin (1289)
- Patenshusen (1300–1375)
- Patinshusen (1300–1375)
- Padenshusen (1300–1375)
- Padinshusen (1300–1375)
- Padelshusen (1378)
- Padeshusen (1408–1483)
- Padishusen (1408–1483)
- Padernhusen (1509)
- Padershausen (1529)
- Patershausen (1543, 1554)
- Padershausen (1558–1560)
- Patterßhausen (1564)

### Gründung des Zisterzienserinnenklosters
Ulrich II. von Hagen-Münzenberg überließ am 20. Januar 1252 das Gut und die baulichen Reste der klösterlichen Niederlassung, die in seiner Herrschaft Babenhausen lagen, der Schwester seiner Mutter, Lukardis (Lucardis) von Ziegenhain, und seiner eigenen Schwester Lukardis von Münzenberg, um dort ein Kloster zu gründen. Die Mitglieder des Gründungskonvents stammten aus dem Zisterzienserinnenkloster Eisenach. Das neue Kloster erhielt anlässlich seiner Weihe durch den Mainzer Erzbischof Werner von Eppstein den Namen Corona Virginum, der sich aber in der Praxis gegen die Bezeichnung „Patershausen“ nicht durchsetzen konnte. Erste Äbtissin wurde die ältere Lucardis. Wegen der Namensgleichheit ist nicht sicher, ob ihr die jüngere Lucardis in diesem Amt folgte.
Das Kloster erhielt aus der Münzenberger Erbschaft weitere Ausstattung und die daran beteiligten Familien, die Herren von Falkenstein und die Herren von Hanau blieben dem Kloster lange Zeit verbunden. Gleichwohl scheint der Anfang des Klosters wirtschaftlich schwierig gewesen zu sein. Die Gebäude des ehemaligen Benediktinerklosters waren in schlechtem Zustand, so dass neu gebaut werden musste. Es folgten aber weitere Übertragungen, so 1267 das Patronatsrecht über die Pfarrkirche in Bickenbach durch die Familie von Falkenstein und 1283 das Patronatsrecht an der Kirche in Ginsheim, an dem die Falkensteiner und die Familie von Bolanden beteiligt waren. Darüber hinaus wurde das Kloster durch den Erzbischof von Mainz, einer Reihe ritterschaftliche Familien – hier sind die benachbarten Herren von Heusenstamm hervorzuheben – und dann auch bürgerlicher Familien etwa aus den umliegenden Reichsstädten Frankfurt am Main, Friedberg und Wetzlar unterstützt und mit Schenkungen bedacht.
Das neue Kloster wurde 1267 durch Papst Clemens IV. in den Zisterzienserorden aufgenommen und von diesem der Aufsicht des Klosters Arnsburg unterstellt. In der Praxis aber setzte sich das nur begrenzt durch. Immer wieder intervenieren die Herren und Grafen von Hanau und der Erzbischof von Mainz. Hanau nahm eine vogteiähnliche Rolle ein und konnte sich später für Patershausen auch mit der Landeshoheit durchsetzen.

### Blütezeit
Schon vor 1281 ist Adelheid von Hanau, Tochter Reinhards I. von Hanau, eine Nichte der Lucardis, als Äbtissin nachgewiesen. Um 1339 waren Agnes von Hanau (Ersterwähnung 1339, Letzterwähnung 1347) und Lukard von Hanau, eine Tochter und eine Nichte Ulrichs II. von Hanau, Nonnen in Patershausen. Ulrich II. bedachte seine Tochter und das Kloster in seinem Testament 1346 mit 50 Pfund Heller. 1386 und 1396 wurde Anna von Hanau, Tochter Ulrichs III. von Hanau, als Äbtissin genannt. 1439 ist eine weitere Anna von Hanau (* 15. Juni 1409; † ?), eine Tochter des Grafen Reinhard II. von Hanau ebenfalls Äbtissin.
Das Kloster gelangte durch Schenkungen bis in die Mitte des 14. Jahrhunderts zu wachsendem Wohlstand und war für die ganze Wetterau von Bedeutung. Die Zentren des Besitzes lagen zum einen in der unmittelbaren Umgebung, in der Dreieich und am Untermain, dann im Bereich von Bensheim und Bickenbach, sowie in einem breiten Streifen nördlich des Mains in der (heutigen) Wetterau zwischen Vilbel und den westlichen Ausläufern des Vogelsbergs. Organisiert war dieser Besitz durch drei zentrale Wirtschaftshöfe des Klosters: Für die südlichen Besitzungen in Patershausen selbst, für die westlichen Besitzungen in Frankfurt und für die Besitzungen im Bereich der (heutigen) Wetterau in Friedberg. Außer landwirtschaftlich genutzten Flächen gehörten dem Kloster auch städtische Grundstücke und Häuser.
Die Attraktivität des Klosters und der Druck auf das Kloster, neue Nonnen aufzunehmen, war so groß, dass Abt Johann von Arnsburg, die Äbtissin Bertrad und Ulrich II. von Hanau 1319 festlegten, dass nicht mehr als 52 Nonnen aufgenommen werden dürften. Die Zahl stieg gleichwohl wieder darüber hinaus und Beschränkungen mussten wiederholt ausgesprochen werden. Details zum Leben im Kloster sind nicht bekannt, da die schriftliche Überlieferung aus dem Kloster bis auf wenige Einzelstücke verloren gegangen ist.

### Niedergang
Seit Mitte des 14. Jahrhunderts wurden die Schenkungen an das Kloster spärlicher. Seit etwa 1360 sind Verluste bezeugt, Abgaben trafen nur vermindert oder verzögert ein, das Kloster verschuldete sich und ein wirtschaftlicher Abstieg begann. 1418 wurde bei einer Visitation festgestellt, dass das Kloster überschuldet war, und die Äbtissin trat von ihrem Amt zurück. Hinzu kamen am Ende des 14. Jahrhunderts massive Auseinandersetzungen zwischen der Führung des Klosters und dem Konvent, 1425 waren Führung und Konvent in zwei Fraktionen gespalten, die sich bekämpften. Weitere Belege für einen wirtschaftlichen Niedergang folgen. Im 16. Jahrhundert wandten sich zahlreiche Familien der Umgebung der Reformation zu, so dass Schenkungen und Neueintritte ausblieben, wirtschaftliche Krise und Bauernkrieg belasteten den Konvent weiter. Die Grafen von Hanau-Lichtenberg hatten in dieser Zeit die Aufsicht über das Kloster faktisch übernommen, bestritten vom Erzbischof von Mainz, was zu Rechtsstreiten führte.

### Nachreformatorische Zeit
Unter Graf Philipp IV. von Hanau-Lichtenberg wurde dort um 1545 die Reformation eingeführt. Äbtissin Margarete von Heddersdorf heiratete 1556 einen leitenden Angestellten der Klosterverwaltung, Johann Weidlich, der kurz darauf Schultheiß zu Diedenbergen wurde. Im Frühjahr 1558 starb die letzte Äbtissin, Walburg von Muschenheim, und die vier verbleibenden Nonnen zeigten Graf Philipp IV. an, dass keine von ihnen aufgrund der desolaten wirtschaftlichen Situation bereit war, das Amt der Äbtissin zu übernehmen und baten um Auflösung des Klosters und Pensionen für sich selbst. Nach anfänglichem Widerstreben des Grafen, den defizitären Betrieb zu übernehmen, ging er dann doch auf das Begehren ein. Die letzten Nonnen wohnten zum Teil in Dietzenbach, zwei verblieben im aufgelassenen Kloster. Sie erhielten Renten aus den Klostergütern. Der Streit zwischen Kurmainz und Hanau-Lichtenberg um Patershausen aber dauerte an. Erst 1567 kam es zu einer Einigung: Hanau trat seine Rechte an Patershausen an Mainz ab und wurde im Gegenzug dafür mit Brumath im Elsass beliehen. Der Erzbischof von Mainz übertrug einen Großteil der Einkünfte des ehemaligen Klosters Patershausen 1568 an das Mainzer Jesuitenkolleg, behielt sich aber das Eigentum an den Liegenschaften und Rechten vor. Patershausen war so zu einem Hofgut geworden.

### Folgenutzung
Ab dem Jahr 1605 wurde die Anlage durch Jesuiten erneut als Kloster genutzt. Um diese Zeit war das Kloster Zielpunkt einer Prozession mit Teilnehmern aus Bieber und Bürgel. Im Dreißigjährigen Krieg verwüstet und wieder aufgebaut, endet 1724 die Geschichte Patershausens als Kloster.
1741 kaufte Gräfin Maria Theresia von Schönborn das baufällige Anwesen und ließ es als Hofgut ausbauen. Aus dieser Zeit stammt im Wesentlichen die heutige Gestaltung mit Herrenhaus, Scheune und dem ursprünglichen Konventhaus. Die selbständige Gemarkung Patershausen wurde 1819 aufgrund der Aufteilung des Markwaldes der Biebermark erweitert. Patershausen war bis 1954 kommunal selbständig, als es zur Stadt Heusenstamm eingemeindet wurde, und blieb bis 1978 im Besitz der Schönborns. Heute gehört es der Stadt Heusenstamm und ist an einen landwirtschaftlichen Betrieb verpachtet, der es als ökologisch ausgerichteten landwirtschaftlichen Betrieb führt. Die Produkte werden unter der Marke Demeter verkauft. Seine Felder und Wiesen grenzen an das Naturschutzgebiet „Nachtweide von Patershausen“. Die Anlage ist ein beliebtes Ausflugsziel in der Region.

## Spuren
Bauliche Reste aus der Klosterzeit sind nur noch spärlich vorhanden. 1982 fand eine archäologische Untersuchung statt, deren Dokumentation aber heute wohl nur noch teilweise greifbar ist. Bedeutendstes erhaltenes Ausstattungsstück des Klosters ist der Patershäuser Altar, heute im Dom- und Diözesanmuseum in Mainz.

## Liste der Äbtissinnen
Die folgende Liste umfasst die bekannten Äbtissinnen von Patershausen.
| Äbtissin                          | erwähnt                              | Anmerkung                                                                                 |
| --------------------------------- | ------------------------------------ | ----------------------------------------------------------------------------------------- |
| Lukardis von Ziegenhain           | 1255?, 1261                          | Priorin: Lukardis von Hagen-Münzenberg, die Jüngere?                                      |
| [?] Lukardis von Hagen-Münzenberg | vor 1268                             |                                                                                           |
| Benedicta                         | 1268                                 |                                                                                           |
| Adelheid von Hanau                | nach 1268, vor 1277                  | Tochter von Reinhard I. von Hanau                                                         |
| Petrissa                          | 1277, 1280                           |                                                                                           |
| Stilla                            | 1285                                 |                                                                                           |
| Benigna                           | 1297, 1300                           |                                                                                           |
| Stilla                            | 1305                                 | Ob das dieselbe wie 1285 ist, ist nicht bekannt; Priorin: Agnes (1305)                    |
| Kunegundis                        | 1313–1316                            |                                                                                           |
| Katharina von Grünenberg          | 1318                                 |                                                                                           |
| Bertradis                         | 1319                                 |                                                                                           |
| Elisabeth                         | 1329, 1330                           |                                                                                           |
| Bertha Grupen                     | 1337, 1340                           |                                                                                           |
| Adelheid von Rüdigheim            | 1347, 1348                           |                                                                                           |
| Clara Frosch                      | 1353, 1359                           | Priorin: Katharine (1359)                                                                 |
| Anna von Hanau                    | 1394                                 |                                                                                           |
| Cuntzel                           | Juli 1396                            |                                                                                           |
| Anna von Hanau                    | Dezember 1396                        | Tochter von Ulrich III. von Hanau                                                         |
| Gude von Bellersheim              | 1404                                 |                                                                                           |
| Gela                              | 1408                                 |                                                                                           |
| Katharina von Groschlag           | bis Juni 1418                        |                                                                                           |
| Benigne von Bellersheim           | ab Juni 1418                         |                                                                                           |
| Guta von Eschbach                 | 1425                                 | Priorin: Katharine (1425)                                                                 |
| Katharina von Groschlag           | 1432                                 | identisch mit der bis Juni 1418 amtierenden Äbtissin?                                     |
| Katharina Ring                    | 1434                                 |                                                                                           |
| Margareta von Londorf             | 1439–1459                            |                                                                                           |
| Grete von Babenhausen             | 1459                                 |                                                                                           |
| Katharina Feyser                  | 1480, gestorben 1511                 | Priorinnen: Anna von Babenhausen (1487); Katharina von Praunheim (1500, 1501); Ela Volrad |
| Anna von Riedern                  | 1511–1525                            |                                                                                           |
| Katharina von Trohe               | 1525–nach 1538                       |                                                                                           |
| Maria von Gillingen               | nach 1538–1541 (zurückgetreten)      | Priorin: Anna von Trohe (1541–1542)                                                       |
| Margarethe von Hedersdorf         | 1542–1556 (zurückgetreten, heiratet) | Priorinnen: Magdalene von Hedersdorf (1543); Margaretha von Muschenheim (1554–1558)       |
| Walburg von Muschenheim           | 1556–1558                            | letzte Äbtissin                                                                           |